# Ricardo (Texas)
Pour les articles homonymes, voir Ricardo.
Ricardo est une census-designated place située dans le comté de Kleberg, dans l’État du Texas, aux États-Unis. Sa population s’élevait à 1 048 habitants lors du recensement de 2010.